# Jemna (Pologne)
Pour l’article homonyme, voir Jemna.
Jemna est une localité polonaise de la gmina de Stoszowice, située dans le powiat de Ząbkowice Śląskie en voïvodie de Basse-Silésie.